# Rykove
Rykove (en ukrainien : Рикове, en russe : Рыково) est une commune urbaine de l'oblast de Kherson, en Ukraine. Elle compte 3 501 habitants en 2021.